# Славне (Росія)
Сла́вне (рос. Славное) / Сібето́ро (яп. 蘂取村, しべとろむら, МФА: [ɕibetoɾo muɾa]) — село в Росії, в складі Сахалінської області. Розташоване на острові Ітуруп. Урядом Японії вважається японським селом в повіті Сібеторо округу Немуро префектури Хоккайдо.

## Історія
Засноване 1884 року як Сібеторо. 1945 року зайняте радянськими військами в ході радянсько-японської війни. Територія села контролюється Росією, проте саме село продовжує існувати в офіційних реєстрах Японії як адміністративна одиниця і самоврядна організація. Згідно з офіційною позицією японського уряду село вважається окупованим. Перейменовано росіянами на село Славне, яке перетворилося на село-привид (з кінця 1990-их років незаселене).